# Dorpskerk Voorschoten

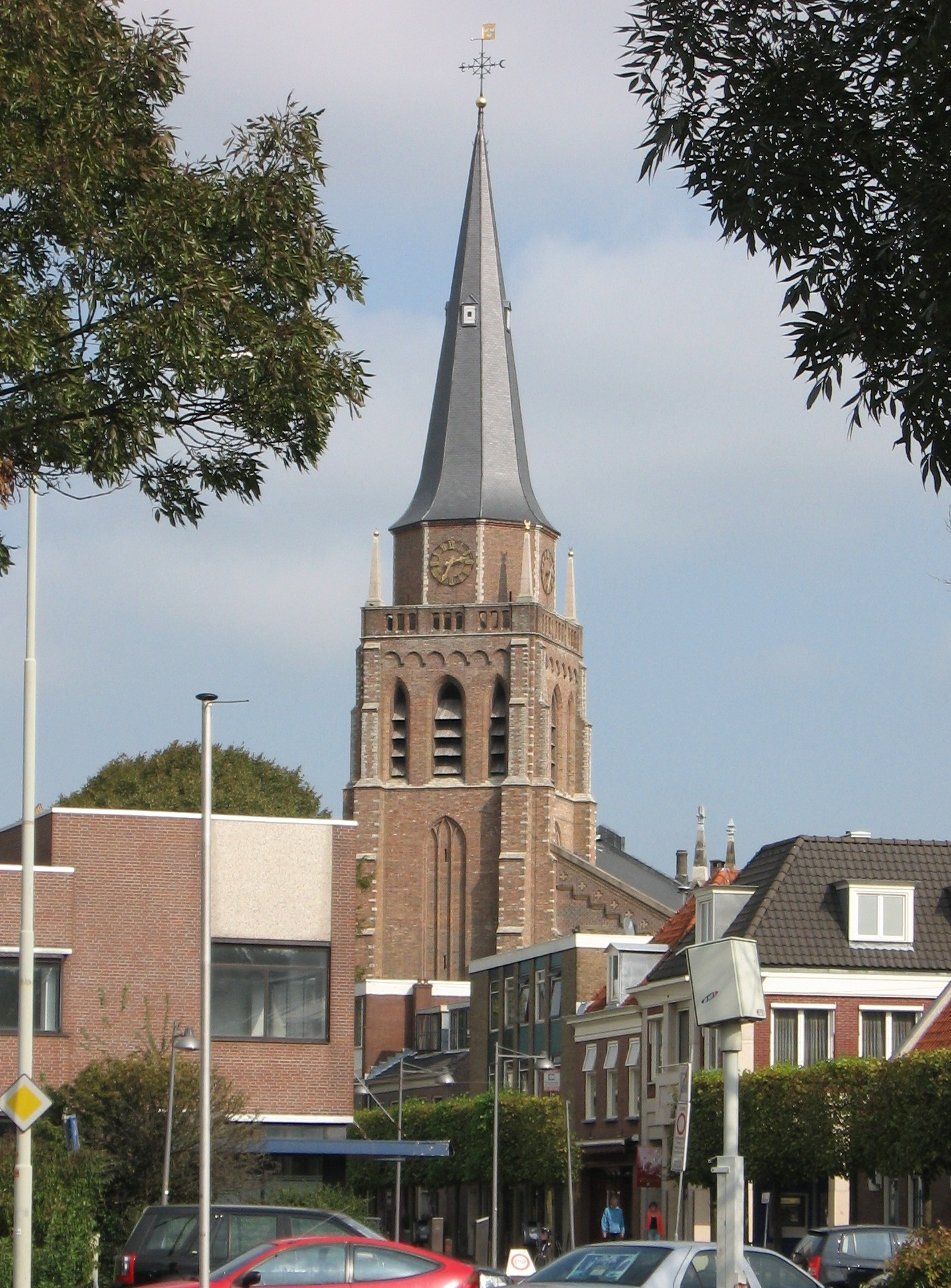
Der denkmalgeschützte Turm der Dorpskerk Voorschoten

Die Dorpskerk (deutsch: Dorfkirche) in Voorschoten (Provinz Südholland) ist ein Kirchengebäude der Protestantischen Kirche in den Niederlanden. Der Turm der Kirche ist als Rijksmonument eingestuft.

## Geschichte
Der mittelalterliche Vorgängerbau der heutigen Kirche war bis zur Einführung der Reformation zu Ehren des heiligen Laurentius von Rom geweiht. Von diesem Bau hat sich der spätgotische Turm, der um 1540 errichtet wurde, erhalten. Als Ersatz für das 1573 abgebrannte und anschließend wieder aufgebaute Kirchenschiff wurde das heutige Kirchengebäude 1868 nach einem neugotischen Entwurf von J.A. van der Kloes und A. Druiding errichtet. Dabei wurde der viergeschossige Westturm mit rechtwinkligen Strebepfeilern zu drei Seiten in den schlichten Saalbau eingebaut. Während einer umfangreichen Turmrestaurierung in den Jahren 1955 bis 1958 unter der Leitung von H. van der Kloot Meijburg wurde der Turm erhöht und mit einer Laterne ausgestattet. Darin hängt eine von Joannes Ouderogge 1704 gegossene Uhr. Das Kircheninnere wurde 1961 modernisiert und 2000/02 restauriert. Die Umzäunung des Kirchhofs stammt aus der Zeit um 1870. Das Pfarrhaus „De Pastoorye“ ist ein weiß verputztes Herrenhaus aus dem 17. Jahrhundert und grenzt an einen Keller, der von einem möglichen mittelalterlichen Haus übrig geblieben ist.